# ناترولیت
ناترولیت  (به انگلیسی: Natrolite) با فرمول شیمیایی Na2 [Al2Si3O10].2H2O از مجموعه کانی هاست و از کلمه لاتین natrium یعنی سدیم و lithos گرفته شده‌است. محلول در HCl Na2O:۱۶٫۵٪ Al2O۳:۲۶٫۸٪ SiO۲:۴۷٫۴٪ H2O:۹٫۳٪ برای اولین بار در چک اسلواکی کشف شد و از نظر شکل بلور: خوشه جواهری، رنگ: سفید - خاکستری - متمایل به قرمز - قهوه‌ای زرد، شفافیت: شفاف - نیمه کدر، شکستگی: صدفی - نامنظم، جلا: شیشه ای، رخ: کامل، سیستم تبلور: ارترومبیک و در رده‌بندی سیلیکات است همچنین خاصیت مغناطیسی ندارد و منشأ تشکیل آن هیدروترمال - بعد از آتشفشانی است.
همایند کانی‌شناسی (پارانژ) آن سختی - واکنش‌های شیمیایی - اشعهXآراگونیت - مزولیت - اسکولسیت -توسمانیت- زئولیت‌های دروغین- کلسیت و غیره است
، از نظر ژیزمان بلوری - آگرگات شعاعی - نودولار- دانه‌ای - توده‌ای - پودری فراوان است و بیشتر در آلمان شرقی و غربی، چک اسلواکی، ایتالیا، ایسلند، کانادا، آمریکا یافت می‌شود.